# Пильдозеро
Пильдо́зеро (Пильд-озеро) — пресноводное озеро на территории Амбарнского сельского поселения Лоухского района Республики Карелии.

## Общие сведения
Площадь озера — 12,4 км², площадь водосборного бассейна — 1910 км². Располагается на высоте 67,2 метров над уровнем моря.
Форма озера лопастная. Берега сильно изрезанные, каменисто-песчаные, преимущественно возвышенные, местами заболоченные.
На северо-востоке в Пильдозеро впадает безымянный ручей, вытекающий из Метчеламбины. С южной стороны впадает река Верхняя Куземка.
Через Пильдозеро протекает река Воньга, впадающая в Белое море.
В озере более двух десятков безымянных островов различной площади, однако их количество может варьироваться в зависимости от уровня воды.
С запада к озеру подходит автодорога местного значения.
Населённые пункты вблизи водоёма отсутствуют.
Код объекта в государственном водном реестре — 02020000711102000003535.